# Steve Whiteman
Steve Whiteman (28 de agosto de 1956) es un cantante estadounidense, reconocido por ser el vocalista de la banda de heavy metal Kix.
Se caracteriza por tener una voz aguda pero bastante agresiva y rasposa, la cual le ha hecho destacar en el mundo de la música, Tanto así que Es considerado uno de los vocalistas más destacados del género, siendo que la Rolling Stone o colocó en el puesto 30 de los mejores vocalistas de metal de la historia.
Sus influencias musicales destacan personas como Jim Morrison, David Johansen, Rob Halford, Robert Plant, Marc Bolan, Geddy Lee, Ronnie James Dio, Dan McCafferty, Burke Shelley, John Lawton, Robert Smith y Bon Scott, los cuales le han ayudado a desarrollar su voz.

## Biografía
Whiteman inició en el mundo de la música en una banda tributo a Led Zeppelin, para luego unirse a Kix en 1978 cuando eran conocidos como "The Shooze". El grupo lanzó 7 álbumes de estudio con Whiteman como vocalista, sin embargo, el nacimiento del grunge afectó las ventas de sus discos y por consiguiente la banda entró en un prolongado hiato.
Whiteman fundó la agrupación Funny Money con Billy Andrews, grabando cuatro discos desde su creación. En el 2003 algunos de los miembros originales de Kix se reunieron, grabando dos álbumes y realizando conciertos nuevamente. Steve también es reconocido como maestro de canto, siendo Lzzy Hale una de sus alumnas.
Su estilo vocal ha sido de gran influencia para artistas de diferentes géneros como el heavy metal, el glam metal, el thrash metal, el groove metal y otros géneros mas extremos.
Entre ellos destacan Page Hamilton, Tommy Victor, Courtney LaPlante, Maddy Thorson, Marilyn Manson Angie Orslon, Vince Neil, Stephen Pearcy, James Hetfield, Joey Belladonna, Brent Hinds, Riley Gale, Dave Mustaine, Dax Riggs, Don Dokken, Jeff Keith, Corey Taylor, Billy Corgan ,Michael Matijevic, Randy Blythe, Tom Araya, Jani Lane, Denis Bélanger, Tony Harnell, Sebastian Bach, Lajon Witherspoon, Mark Chavez, Dez Fafara, Ihsahn, Chuck Billy, Randy Newman, Kip Winger, H.Olliver Twisted, Dee Snider, Deryck Whibley, Poppy, Chad Gray, Geoff Tate entre otros.

## Discografía

### Kix
- Kix (1981)
- Cool Kids (1983)
- Midnite Dynamite (1985)
- Blow My Fuse (1988)
- Hot Wire (1991)
- $how Bu$ine$$ (1995)
- Rock Your Face Off (2014)

### Funny Money
- Funny Money (1998)
- Back Again (1999)
- Skin To Skin (2003)
- Stick It! (2006)

## Videografía
Blow My Fuse: The Videos (1989)